# Tour d'Armòrica
El Tour d'Armòrica (en francès Tour d'Armorique) va ser una competició ciclista per etapes que es disputà a la Bretanya entre 1976 i 1994. Les tres primeres edicions fou una cursa reservada a ciclistes amateurs, però a partir de 1980 s'obrí als professionals. El 1979 no es disputà. El 1985 s'anomenà Tour de Bretanya. La darrera edició fou el 1994. El 1996 la Ruta Adélie de Vitré n'agafà el relleu.

## Palmarès
| Any  | Vencedor              | Segon                   | Tercer             |
| ---- | --------------------- | ----------------------- | ------------------ |
| 1980 | Patrick Friou         | Yves Hézard             | André Chalmel      |
| 1981 | Bernard Vallet        | Hubert Mathis           | Michel Larpe       |
| 1982 | Bernard Hinault       | André Chappuis          | Régis Clère        |
| 1983 | Jean-François Chaurin | Vincent Barteau         | Christian Seznec   |
| 1984 | Pascal Campion        | Christian Levavasseur   | Jean-Claude Bagot  |
| 1985 | Bruno Wojtinek        | Pierre Le Bigault       | Ronan Pensec       |
| 1986 | Jorg Muller           | Philippe Leleu          | Bruno Cornillet    |
| 1987 | Thierry Marie         | Dominique Gaigne        | Joël Pelier        |
| 1988 | Soren Lilholt         | Gilbert Duclos-Lassalle | Thierry Marie      |
| 1989 | Laurent Jalabert      | Jean-Claude Colotti     | Stefan van Leeuwe  |
| 1990 | Roberto Torres        | Franck Pineau           | Éric Caritoux      |
| 1991 | Jérôme Simon          | Dimitri Vassiltxenko    | Jean-Cyril Robin   |
| 1992 | Peter de Clercq       | Greg LeMond             | Franck Pineau      |
| 1993 | Jean-Cyril Robin      | Hendrik Redant          | Cezary Zamana      |
| 1994 | Emmanuel Magnien      | Peter de Clercq         | Christophe Capelle |